# Glyphostoma gabbii
Glyphostoma gabbii är en snäckart som beskrevs av Dall 1889. Glyphostoma gabbii ingår i släktet Glyphostoma och familjen kägelsnäckor. Inga underarter finns listade i Catalogue of Life.